# Límite de deuda
Un límite de deuda o tope de deuda es un mecanismo legislativo que restringe la cantidad total de dinero que un país puede pedir prestado o cuánta deuda se le puede permitir asumir. Varios países tienen restricciones de limitación de deuda.

## Descripción
Un límite de endeudamiento es un mecanismo legislativo que restringe el monto total que un país puede pedir prestado o cuánta deuda se le permite asumir. Por lo general, esto se mide como porcentaje del PIB.

## Ejemplos
Varios países cuentan con leyes de limitación de la deuda, incluido el techo de deuda de los Estados Unidos. Polonia es la única nación con un límite constitucional a la deuda pública, fijado en el 60% del PIB; por ley, un presupuesto no puede aprobarse con un incumplimiento.
Entre 2007 y 2013, Australia tenía un techo de deuda, lo que limitaba cuánto podía pedir prestado el gobierno australiano. El techo de la deuda figuraba en la sección 5(1) de la Ley de acciones inscritas del Commonwealth de 1911 hasta su derogación el 10 de diciembre de 2013. El límite legal fue creado en 2007 por el gobierno de Rudd y fijado en $75 mil millones. Se aumentó en 2009 a $ 200 mil millones, 250 mil millones de $ en 2011 y 300 mil millones de $ en mayo de 2012. En noviembre de 2013, el tesorero Joe Hockey solicitó la aprobación del Parlamento para un aumento en el límite de la deuda de 300 mil millones de $ a $ 500 mil millones de $, diciendo que el límite se agotará a mediados de diciembre de 2013. Con el apoyo de Los Verdes Australianos, el Gobierno de Abbott derogó el techo de la deuda a pesar de la oposición del Partido Laborista Australiano.